# Belichthys
Belichthys is een geslacht van uitgestorven straalvinnige beenvissen die behoort tot de Chondrostei. Het leefde in het Midden-Trias (ongeveer 242-240 miljoen jaar geleden) en zijn fossiele overblijfselen zijn gevonden in Australië.

## Naamgeving
Belichthys kongicaudatus, B. magnidorsalis en B. minimus werden benoemd in 1935 door R. T. Wade op basis van fossiele resten gevonden in het Brookvale-gebied van New South Wales in Australië.

## Beschrijving
Deze kleine vis was meestal niet langer dan vijf centimeter. Hij was begiftigd met een langwerpig en slank lichaam; het hoofd was langwerpig en de snuit rond en kort. De ogen waren groot en stonden ver naar voren. De rugvin was puntig en bevond zich ongeveer in het midden van het lichaam, bijna tegenover de kleine buikvinnen. De heterocerciale staartvin was uitgerust met puntige en smalle lobben; de bovenste lob was langer dan de onderste, en de stralen van de vin vielen niet samen met het einde van de lob: op deze manier leek de staart een soort 'zwaard' te hebben dat uit de bovenste lob kwam. De schubben die Belichthys' lichaam bedekten, waren klein en ruitvormig.

## Classificatie
Belichthys werd oorspronkelijk ingedeeld bij de Paleonisciformes, een zeer heterogene groep archaïsche beenvissen waarvan verschillende beoordelingen hebben aangetoond dat ze parafyletisch zijn. Het is niet duidelijk tot welke groep vissen Belichthys behoorde; het maakte zeker deel uit van een evolutionaire radiatie van Chondrostei uit het Trias.

## Paleo-ecologie
Talloze Belichthys-fossielen zijn gevonden in het Brookvale-veld; waarschijnlijk was deze kleine vis een roofdier dat zich voedde met kleine dieren en in grote aantallen de zoetwaterpoelen bewoonde.